# Ponte Garibaldi
De Ponte Garibaldi is een brug over de Tiber in Rome die de wijk Regola op de linkeroever verbindt met de wijk Trastevere op de rechteroever.
De 120,4 meter lange boogbrug is gebouwd tussen 1884 en 1888. Het ontwerp was afkomstig van architect Angelo Vescovali die een brug tekende met twee segmentbogen die rusten op een pijler die op het meest westelijke punt van het Tibereiland staat. In 1959 werd de brug verbreed vanwege het toenemende verkeer van en naar Trastevere. De brug is vernoemd naar Giuseppe Garibaldi, een van de hoofdrolspelers ten tijde van de Italiaanse eenwording.
Ponte di Castel Giubileo · Ponte Tor di Quinto · Ponte Flaminio · Ponte Milvio · Ponte Duca d'Aosta · Ponte della Musica · Ponte del Risorgimento · Ponte Giacomo Matteotti · Ponte Pietro Nenni · Ponte Regina Margherita · Ponte Cavour · Ponte Umberto I · Ponte Sant'Angelo · Ponte Vittorio Emanuele II · Ponte Principe Amedeo Savoia Aosta · Ponte Giuseppe Mazzini · Ponte Sisto · Ponte Garibaldi · Ponte Fabricio en Ponte Cestio · Ponte Rotto · Ponte Palatino · Ponte Sublicio · Ponte Testaccio · Ponte San Paolo · Ponte dell'Industria · Ponte Guglielmo Marconi · Ponte della Magliana · Ponte di Mezzocammino · Ponte Tor Boacciana